# La finta giardiniera

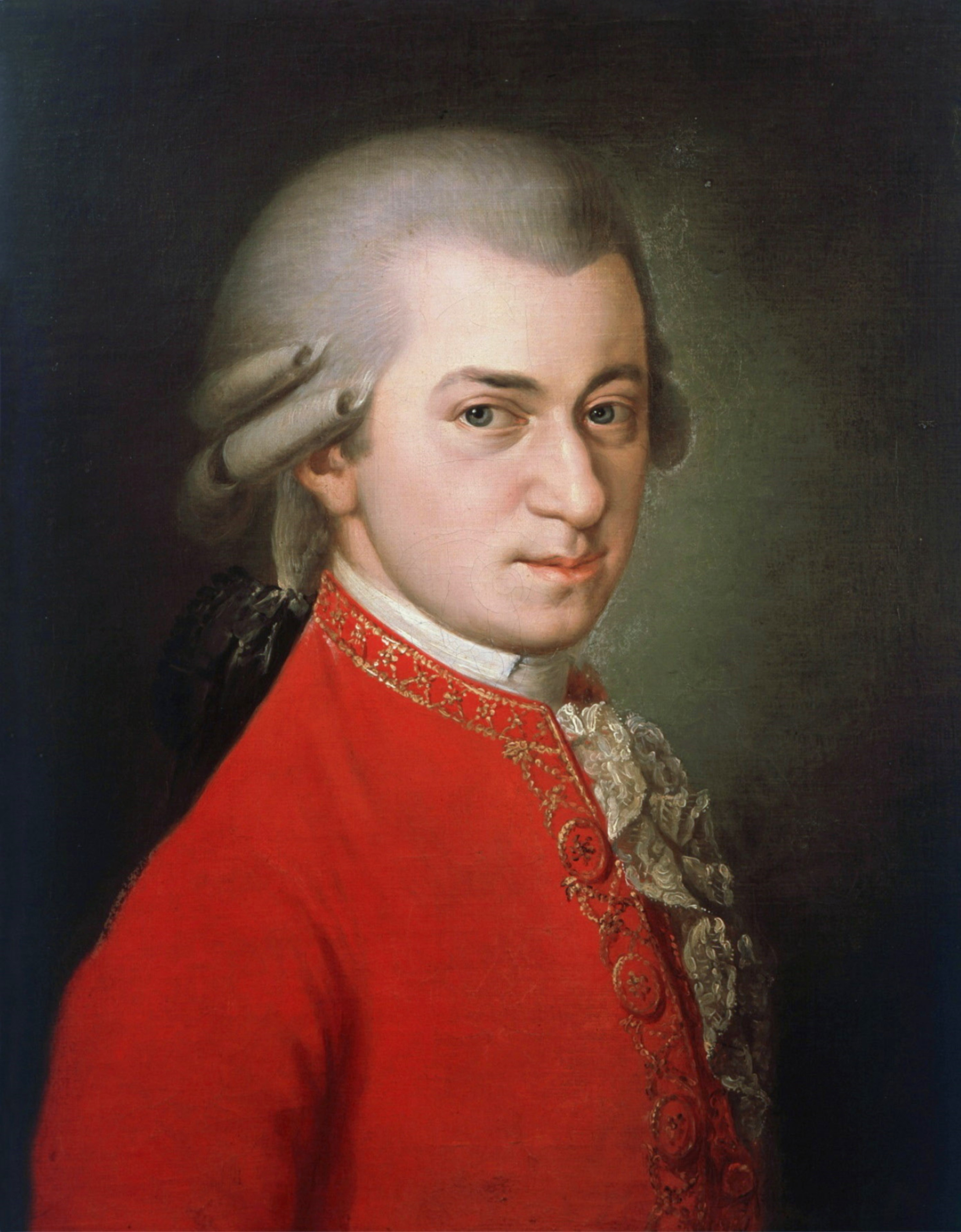
Wolfgang Amadeus Mozart

La finta giardiniera (K. 196), är en komisk opera (opera buffa) i tre akter med musik av Wolfgang Amadeus Mozart. Libretto troligen av Raniero da Calzabigi och reviderat av Marco Coltellini.

## Historia
Mozart skrev La finta giardiniera för karnevalen i München där den uruppfördes den 13 januari 1775 på Salvatortheater. Mozart skrev hem till modern och berättade:
I går gick min operan över scenen och gjorde en sådan lycka att jag omöjligt kan beskriva larmet för mamma. För det första var teatern så packad med folk att många måste avvisas, och efter varje aria var det ett förfärligt oväsen med applåder och rop: Viva maestro! Även deras högheter kurfurstinnan och änkefurstinnan ropade bravo åt mig. När operan var slut och under pausen, då det brukar vara tyst tills baletten börjar, gjorde man ingenting annat än klappade händerna och skrek bravo...
Operan var en stor framgång med alls ingen avgörande. I Italien togs stycket aldrig upp igen. 1780 omarbetade Mozart den till ett tyskt sångspel med talad dialog med titeln Die verstellte Gärtnermädchen för ett kringresande tyskt teatersällskap. Denna bearbetning har använts på olika tyska scener på 1900-talet, oftast med titeln Die Gärtnerin aus Liebe.
Den svenska premiären ägde rum på Drottningholmsteatern den 23 juni 1988. Den uppfördes där även under våren och sommaren 2010. Operan har haft svårt att hålla sig kvar på repertoaren och det beror främst på det tillkrånglade librettot.

## Personer
- Podesta, länsherre i Lagonera (tenor)
- Sandrina, i verkligheten grevinnan Violante Onesti (sopran)
- Greve Belfiore (tenor)
- Arminda, adelsdam från Milano (sopran)
- Ramiro (mezzosopran)
- Zerpetta, Podestas tjänsteflicka (sopran)
- Nardo alias Roberto, Violantes tjänare (baryton)

## Handling
Operan utspelar sig på Podestas lantgods i Lagonera omkring år 1750.

### Akt I
Den unge greven Belfiore har varit förlovad med Violante Onesti, som han har sårat i ett anfall av svartsjuka men tror sig ha dödat. Hon har sökt lugn och ro som trädgårdspiga hos godsägare don Anchise där hon lever under namnet Sandrina. Under tiden har Belfiore förälskat sig i godsägarens brorsdotter Arminda, och nu förbereds bröllopet till stor förtrytelse för Armindas före detta fästman Ramiro. Godsägaren har förälskat sig i sin trädgårdspiga och väcker därmed tjänsteflickan Serpettas vrede eftersom han tidigare har uppvaktat henne. Sandrinas tjänare Nardo har i sin tur förälskat sig i Serpetta.
Arminda anländer till sin farbrors gods och berättar för Sandrina att hon samma dag skall gifta sig med Belfiore, varpå Sandrina dånar. Medan Arminda springer och hämtar luktsalt kommer Belfiore och känner igen sin före detta fästmö.

### Akt II
Arminda återkommer och träffar nu Ramiro, som förebrår henne för att hon hellre vill ha den rike greven än honom själv och hotar med självmord. Sandrina vill inte erkänna att hon är Violante men smyger till Ramiro ett brev där det står att Belfiore har mördat sin fästmö Violante Onesti. Ramiro ger detta brev vidare till godsägaren som först vill undersöka om det som står i det är sant innan han gifter bort sin brorsdotter med en förmodad mördare.
Sandrina erkänner då att hon är Violante, men sedan flyr hon ut i parken där alla letar efter henne. En rad missförstånd uppstår i mörkret. Först när Ramiro kommer med facklor känner alla igen varandra och svär ömsesidig hämnd.

### Akt III
Nästa morgon faller alla bitar på plats och tre par kan förenas: Belfiore och Violante, Ramiro och Arminda, Nardo (som i själva verket heter Roberto) och Serpetta. Godsägaren säger sig vilja vänta tills han hittar en ny Sandrina.